# Callinectes arcuatus
Callinectes arcuatus är en kräftdjursart som beskrevs av Ordway 1863. Callinectes arcuatus ingår i släktet Callinectes och familjen simkrabbor. Inga underarter finns listade i Catalogue of Life.